# Notommata paracyrtopus
Notommata paracyrtopus is een raderdiertjessoort uit de familie Notommatidae. De wetenschappelijke naam van deze soort is voor het eerst geldig gepubliceerd in 1932 door Beauchamp.